# Asplenium paucivenosum
Asplenium paucivenosum är en svartbräkenväxtart som först beskrevs av Ren-Chang Ching, och fick sitt nu gällande namn av Bir. Asplenium paucivenosum ingår i släktet Asplenium och familjen Aspleniaceae. Inga underarter finns listade.